# Antonio Coloma y Saa
Antonio Coloma y Saa (Valladolid, ¿1555? - Palermo, 1619). II Conde de Elda, segundogénito de Juan Coloma y Cardona de quien heredó el título en 1581. Militar español.

## Biografía
Se formó en las armas en compañía de su padre que lo instruyó en el arte del gobierno. Participó en diversas batallas alrededor del Mediterráneo en defensa de la Corona: Chipre, Túnez y Navarino. De vuelta a España, se casó con la hija de los Condes de Cocentaina. Falleció ésta sin descendencia, volviéndose a casar con Juana Enríquez de Mendoza en 1587 con la que tuvo tres hijos: Isabel Coloma, Juan Coloma, heredero del título, y Antonio Coloma, eclesiástico que llegó a ser arzobispo de Madrid.
Su aprendizaje en Italia le permitió ser nombrado sucesivamente Gobernador de Sácer y Cagliari desde que heredó el título hasta 1581. Felipe II le concedió en 1587 la alcaidía del Castillo de Alicante, igual que la había poseído su padre. Más tarde sería nombrado Caballero de la Orden de Santiago y Comendador de Estepa.
Estuvo destinado como Virrey en Cerdeña entre 1595 y 1598 y de 1599 a 1604, donde se le atribuye en 1603 la creación de la Universidad de Cagliari. Después dirigió las galeras en Portugal y sobrevino la expulsión de los moriscos en 1609, con lo que más de cuatro quintas partes de la población del Condado fue deportada a Argelia en los propios navíos que gobernaba Antonio Coloma, con gran quebranto de su hacienda. La situación económica le obligó a iniciar un proceso de repoblación estableciendo las Cartas pueblas de Elda y Petrel en 1611.
Regresó a Portugal y después a Sicilia con la Armada, donde falleció.